# Ptilorrhoa geislerorum
Il garrulo splendido testabruna (Ptilorrhoa geislerorum (Meyer, 1892)) è un uccello passeriforme della famiglia degli Psophodidae.

## Etimologia
Il nome scientifico della specie, geislerorum, rappresenta un omaggio a Bruno ed Hubert Geisler, tassidermisti attivi in Insulindia che reperirono gli esemplari utilizzati per la descrizione scientifica.

## Descrizione

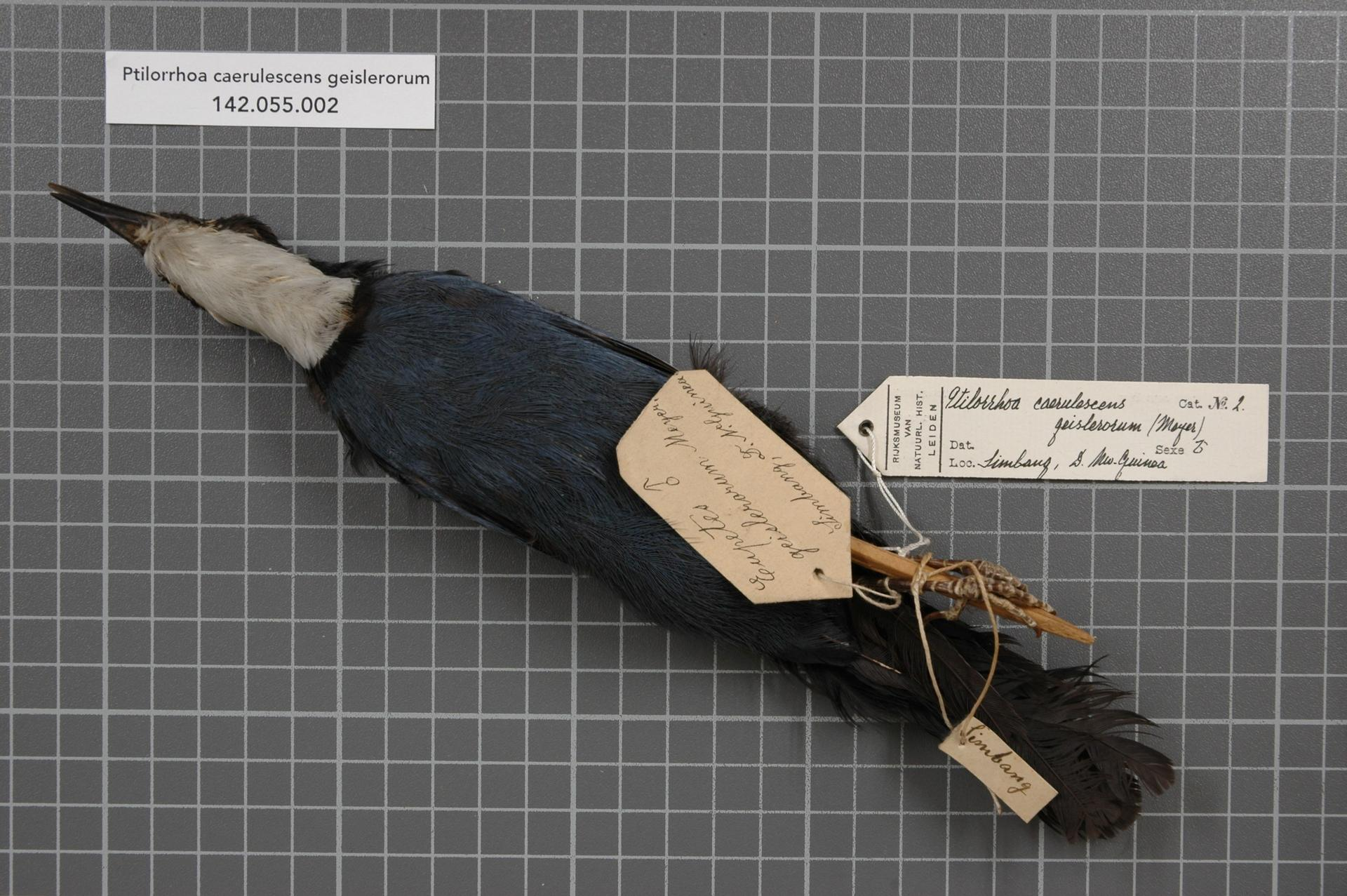
Maschio impagliato.

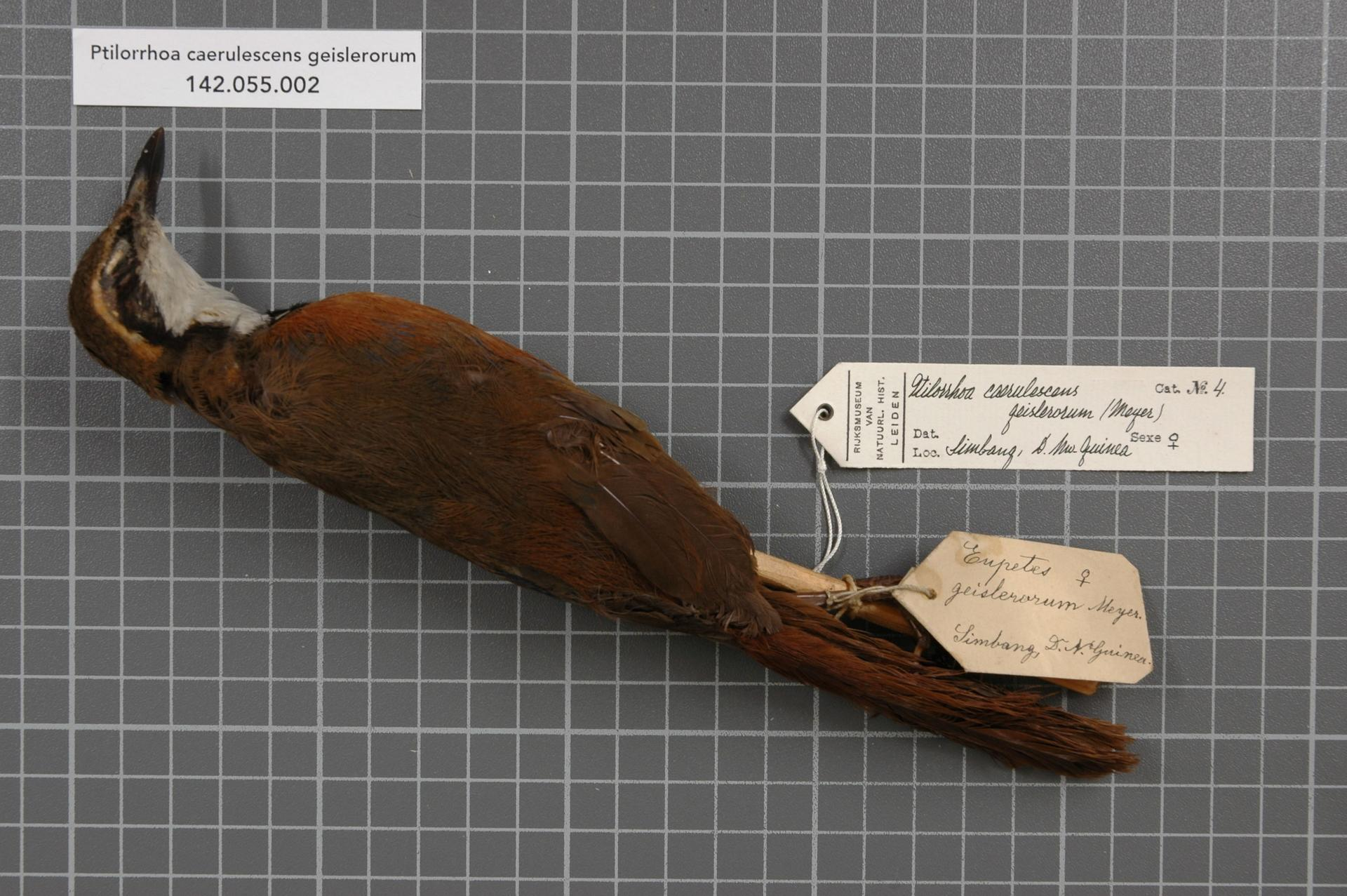
Femmina impagliata.

### Dimensioni
Misura 22–23 cm di lunghezza, per 49-61 g di peso.

### Aspetto
Si tratta di uccelli dall'aspetto robusto e slanciato, dalla testa arrotondata con becco sottile e dalla punta lievemente ricurva, ali arrotondate, zampe forti e allungate e coda lunga e dall'estremità arrotondata: nel complesso, il garrulo splendido testabruna somiglia molto all'affine garrulo splendido azzurro, rispetto al quale presenta del colore bruno sulla testa ed un dimorfismo sessuale marcato.
Il piumaggio presenta dicromatismo sessuale. Nel maschio, infatti, la livrea (come intuibile dal nome comune) è di colore bruno su fronte, vertice e nuca, nonché sulle remiganti primarie, mentre il resto del corpo è di colore azzurro lucido, con sfumature brune sui fianchi: gola, guance e parte superiore del petto sono di colore bianco, con orlo nero.

La femmina è simile al maschio, ma presenta livrea quasi completamente bruna anziché azzurra, pur conservando lo specchio golare bianco orlato di nero.
In ambedue i sessi il becco e le zampe sono di colore nerastro, mentre gli occhi sono di colore giallo ambrato.

## Biologia
Si tratta di uccelli dalle abitudini di vita essenzialmente diurne, che vivono da soli o in coppie, passando la maggior parte della giornata alla ricerca i cibo sul suolo, spostando foglie, sassolini e detriti col becco per mettere a nudo le prede.
Il loro richiamo consiste in una serie di note fischiate ripetute in rapida sequenza, più alte e lunghe man mano che il richiamo procede.

### Alimentazione
Si tratta di uccelli insettivori, la cui dieta è composta in massima parte da artropodi ed altri piccoli invertebrati, nonché quando possibile da piccoli vertebrati.

### Riproduzione
Sebbene non esistano dati sulla riproduzione di questi uccelli, si ha motivo di credere che essa non differisca in maniera significativa da quanto osservabile in altre specie congeneri.

## Distribuzione e habitat
Il garrulo splendido testabruna è endemico della costa settentrionale di Papua Nuova Guinea, dove abita l'area di Madang, la fascia costiera orientale e meridionale della penisola di Huon e le pendici settentrionali dei Monti Owen Stanley fino alla baia di Collingwood.
L'habitat di questi uccelli è rappresentato dalla foresta pluviale collinare e pedemontana, generalmente entro gli 800 m di quota ma localmente, nel nord dell'areale, fino ad oltre 1220 m di quota.